# Tandilia suboleaginea
Tandilia suboleaginea är en fjärilsart som beskrevs av Paul Dognin 1914. Tandilia suboleaginea ingår i släktet Tandilia och familjen nattflyn. Inga underarter finns listade i Catalogue of Life.